# Малавијска квача
Малавијска квача је званична валута у Малавију. Скраћеница тј. симбол за квачу је MK а међународни код MWK. Квачу издаје Резервна банка Малавија. У 2007. години инфлација је износила 7,5%. Једна квача се састоји од 100 тамбала.
Уведена је 1971. године као замена за малавијску фунту у односу 2 кваче за једну фунту.
Постоје новчанице у износима 5, 10, 20, 50, 100, 200 и 500 квача и кованице у износима 1, 2, 5, 10, 20 и 50 тамбала и 1, 5 и 10 квача.